# Liste der Biografien/Steinl
Liste der Biografien |
Portal Biografien |
Personensuche
# |
A |
B |
C |
D |
E |
F |
G |
H |
I |
J |
K |
L |
M |
N |
O |
P |
Q |
R |
S |
T |
U |
V |
W |
X |
Y |
Z |
?
 
Sa |
Sb |
Sc |
Sd |
Se |
Sf |
Sg |
Sh |
Si |
Sj |
Sk |
Sl |
Sm |
Sn |
So |
Sp |
Sq |
Sr |
Ss |
St |
Su |
Sv |
Sw |
Sy |
Sz
 
Sta |
Ste |
Sth |
Sti |
Stj |
Stl |
Sto |
Str |
Sts |
Stt |
Stu |
Stv |
Stw |
Sty
 
Stea |
Steb |
Stec |
Sted |
Stee |
Stef |
Steg |
Steh |
Stei |
Stej |
Stek |
Stel |
Stem |
Sten |
Steo |
Step |
Ster |
Stes |
Stet |
Steu |
Stev |
Stew |
Stey |
Stez
 
Steib |
Steic |
Steid |
Steie |
Steif |
Steig |
Steij |
Steik |
Steil |
Steim |
Stein |
Steio |
Steir |
Steis |
Steit |
Steiw |
Steix
 
Steina |
Steinb |
Steinc |
Steind |
Steine |
Steinf |
Steing |
Steinh |
Steini |
Steink |
Steinl |
Steinm |
Steinn |
Steino |
Steinp |
Steinr |
Steins |
Steint |
Steinu |
Steinv |
Steinw
Die Liste der Biografien führt alle Personen auf, die in der deutschsprachigen Wikipedia einen Artikel haben. Dieses ist eine Teilliste mit 42 Einträgen von Personen, deren Namen mit den Buchstaben „Steinl“ beginnt.

## Steinl
- Steinl, Gertrud (1922–2020), deutsche Gerechte unter den Völkern
- Steinl, Matthias († 1727), österreichischer Architekt und Bildhauer

### Steinla
- Steinla, Moritz (1791–1858), deutscher Kupferstecher
- Steinland, Karl Bekele (* 1999), norwegischer Schauspieler
- Steinlauf, Michael, US-amerikanischer Historiker

### Steinle
- Steinle, Anton (1912–1991), deutscher politischer Beamter
- Steinle, Bartholomäus († 1628), deutscher Bildhauer und -schnitzer
- Steinle, Christa (* 1951), österreichische Kunstwissenschaftlerin und Museumsleiterin
- Steinle, Edward von (1810–1886), österreichisch-deutscher Maler
- Steinle, Franz (* 1949), deutscher Jurist und Sportfunktionär
- Steinle, Friedrich (* 1957), deutscher Wissenschaftshistoriker
- Steinle, Götz (1944–2019), deutscher Brigadegeneral des Heeres der Bundeswehr
- Steinle, Heinz († 1980), deutscher Richter
- Steinle, Holger (* 1948), deutscher Hochschullehrer und Flugzeugarchäologe
- Steinle, Karl-Heinz (* 1962), deutscher Historiker, Slawist und Aktivist
- Steinle, Moritz (* 1983), deutscher Fußballspieler
- Steinle, Rudolf (1911–1941), deutscher SA-Führer
- Steinle, Stefan (1921–2012), österreichischer Politiker (SPÖ), Mitglied des Bundesrates
- Steinle, Theodor (1775–1824), deutscher Jurist und Kommunalpolitiker, Bürgermeister von Ingolstadt
- Steinle, Ulla, deutsche Kanutin
- Steinlechner, Alexander (2000–2024), österreichischer Fußballspieler
- Steinlechner, Erwin (1928–2021), österreichischer Manager
- Steinlechner, Michael (* 1987), österreichischer Fußballspieler
- Steinlechner, Paul (1841–1920), österreichischer Rechtswissenschaftler
- Steinlechner, Wolfgang (* 1942), österreichischer Architekt
- Steinlein, Anne (* 1973), französische Malerin
- Steinlein, Gustav (* 1864), deutscher Architekt, Landesbaurat und Autor
- Steinlein, Hans (1911–1945), deutscher Geologe
- Steinlein, Johann (* 1891), deutscher Fußballspieler
- Steinlein, Karl (1796–1851), deutscher Nationalökonom
- Steinlein, Magdalena (* 1985), deutsche SchauspielerinMagdalena Steinlein (* 1985)

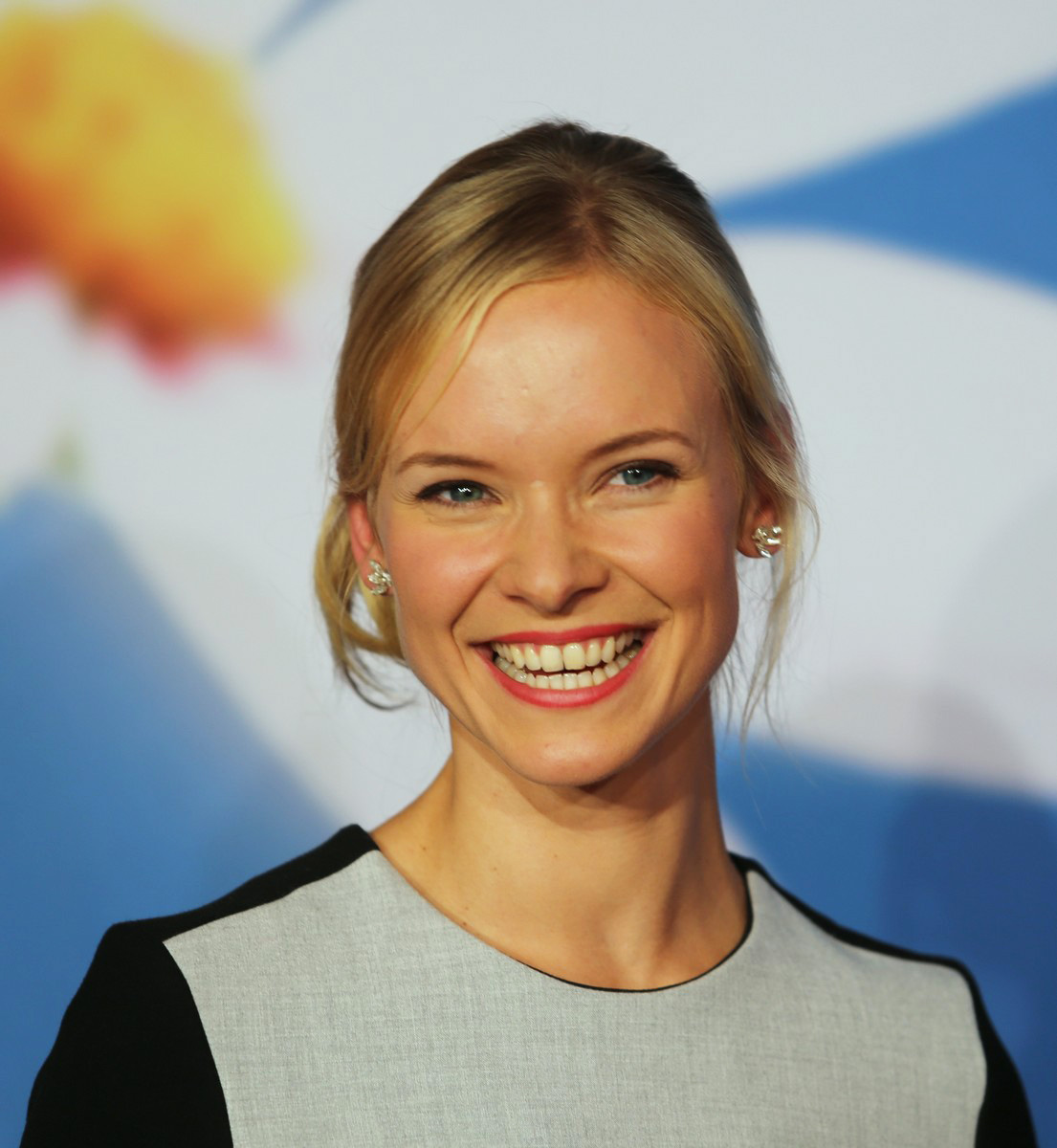
Magdalena Steinlein (* 1985)

- Steinlein, Reinhard (1919–2006), deutscher evangelischer Theologe
- Steinlein, Rüdiger (1943–2015), deutscher Literaturwissenschaftler
- Steinlein, Stephan (* 1961), deutscher Diplomat
- Steinlein, Wilhelm (1901–1974), deutscher Jurist, Verwaltungsbeamter und Politiker (CDU), MdL
- Steinleitner, Jörg (* 1971), deutscher Schriftsteller, Journalist und Rechtsanwalt
- Steinlen, Théophile-Alexandre (1859–1923), französischer Maler, Zeichner, Grafiker und Illustrator

### Steinli
- Steinlin, Caspar (1740–1814), Schweizer Bürgermeister
- Steinlin, Hansjürg (1921–2004), Schweizer Forstwissenschaftler
- Steinlin, Uli W. (1927–2015), Schweizer Astronom und Hochschullehrer
- Steinling, Friedrich Karl Christian von (1777–1851), Generalleutnant und Kriegsminister Großherzogtum Hessen

### Steinlu
- Steinlund, Hege (* 1969), norwegische Fußballschiedsrichterassistentin